# Гонтарук Любов Романівна
Гонтару́к Любов Романівна (народилася 21 вересня 1947 в селі Великий Кунинець Збаразького району Тернопільської області)  — українська письменниця, перекладач, педагог.

## Біографія

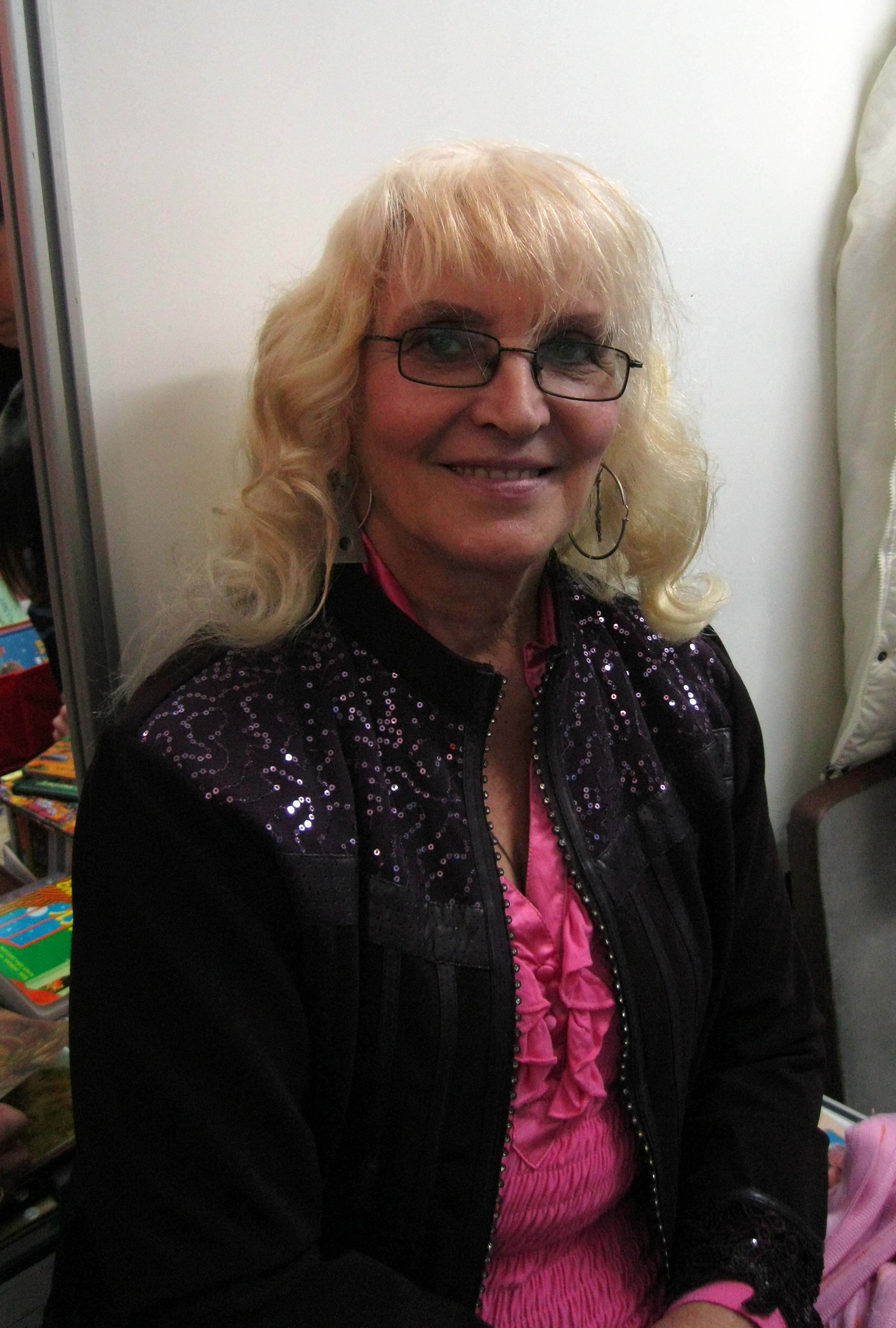
Любов Гонтарук у 2011 році

Навчалася у Великокунинецькій восьмирічній та Горинській середній школах. Закінчила Тернопільський державний педагогічний інститут за спеціальністю «Біологія. Хімія» (1972) та Тернопільський університет ідеологічних кадрів (1981).
Працювала педагогом Збаразької санаторної школи-інтернату (1969—1996). З 1996 року і по сьогодні на творчій роботі.
Писати вірші почала в юності. Публікувалась в періодичних виданнях («Літературна Україна», «Освіта», «Урядовий кур'єр», «Київ», альманах «Поезія-87», регіональних виданнях).
Має в своєму доробку і переклади з грецької мови.
Член Національної спілки письменників України з 1999 року.
Нині живе і працює в Києві.

## Книжки
Перша окрема книжка була надрукована в 1992 році. Відтоді вийшло 58 поетичних і прозових книг:
1. «Джерело». Київ: «Радянський письменник», 1992
2. «Білий день». Львів: «Каменяр», 1993
3. «Сім хвилин». Київ: «Український письменник»,1994
4. «Подив».Львів: «Каменяр», 1995
5. «Над Гнізною». Збараж: «Медобори», 1996
6. «Вибране». Львів: «Каменяр», 1997
7. «Червоний кінь». Тернопіль: «Джура», 1999
8. «Дружба». Тернопіль: «Джура», 2002
9. «Ксенія».Тернопіль: «Джура», 2003
10. «Самотнє літо». Тернопіль: «Джура», 2004
11. «Моя софія». Тернопіль: «Джура», 2005
12. «Ніколи більше. NEVERMORE». Тернопіль: «Джура», 2006
13. «ΠΑΡΑΜΟΝΗ ΤΟΥ ΘΑΤΟΥ. Напередодні смерті…». Тернопіль: «Сорока», 2007
14. «Антологія любові». Тернопіль: «Джура», 2007
15. «Колір любові». Тернопіль: «Джура», 2008
16. «Ріка любові». Тернопіль: «Джура», 2008
17. «Млин». Тернопіль: «Джура», 2009
18. «Слово». Тернопіль: «Джура», 2009
19. «Підкова». Тернопіль: «Джура», 2010
20. «Жива вощина». Тернопіль: «Джура», 2010
21. «Код Нібіру». Київ: «Веселка»,2011
22. «Щоб щаслтива була». Київ: «Наш час», 2011
23. «Іскри жар-птиці». Київ: «Наш час», 2011
24. «Криниця». Тернопіль: «Джура», 2012
25. «Пізня вишня». Київ: «Наш час», 2012
26. «Ключ від раю». Роман. Київ: «Веселка», 2012
27. «На віддалі…». Роман. Київ: «Наш час», 2013
28. «Сапфо». Поема. Київ: «Медобори», 2013
29. «Серце навстіж». Лірика. Київ: «Веселка», 2013
30. «Я їх любив. Кохані жінки Шевченка». Поема. Київ: «Золоті ворота», 2014
31. «Іскри жар-птиці - 2». Афоризми. «Медобори». 2014
32. «Час у вигляді круга». Роман. Київ: «Золоті ворота». 2014
33. «Лицарі звитяги». Поезія. Київ: «Золоті ворота» 2015
34. «ГЕРБ-АРІЙ». Афоризми. Київ: «Золоті ворота». 2015
35. «Я маленька липка». Київ: «Тов. Юрка Любченка». 2016
36. «Оповесні». Поезія. Київ: «Золоті ворота». 2016
37. «Я — війна». Роман. Київ: «Контекст Україна». 2017
38. «ВОНА». Новели. Київ: «Контекст Україна». 2017
39. «Сироп Кероба». Київ. Роман. «Прометей». 2018
40. «Одна». Збірка оповідань. Київ. «Прометей». 2018
41. "Леся Українка. Сторінки кохання". Київ. Прометей. 2019
42. "Я ЛЮБОВ". Лірика. Київ. Прометей. 2019
43. "Зелений чай". Новели. Тернопіль. Золота пектораль. 2019
44. "Юстина". Роман. Київ. Прометей. 2020
45. "Мамина вишенька". Новели. Київ. Прометей. 2020
46. "Воно тобі треба". Гумористика. Київ. Прометей. 2020
47. "Берегиня". Документална проза. Київ Прометей.2021
48. "Кобзар і Мавка". Презія. Київ. Прометей. 2021
49. "Україночка". Новели. Київ. Прометей. 2021
50. "Степан Бандера. Любов і віра". Поезія. Київ. Прометей. 2022
51. "Сині журавлики". Новели. Київ. Прометей. 2022
52. "Іван Франко. Судженої і конем не об'їдеш". Поезія. Київ АртЕк. 2022
53. "Збіжжя літа". Поезія. Київ. АртЕк". 2023
54. "З окопів дущі моєї". Лірика. Київ. АртЕк. 2023
55. Тиша війни. Проза. Київ. АртЕк. 2023
56. "Я - УКРАЇНКА". Поезія. Київ. АртЕк. 2024
57. "Листи з НУЛЯ". Поезія. Київ. Прометей. 2024
58. "Рік 2023". Роман. Київ. Прометей. 2024
59. "Ручка любові". Новели. Київ. Прометей. 2025.

## Електронні версії книжок
- Іскри жар-птиці.{{cite web}}:  Обслуговування CS1: Сторінки з параметром url-status, але без параметра archive-url (посилання)
- Я їх любив. Кохані жінки Шевченка.{{cite web}}:  Обслуговування CS1: Сторінки з параметром url-status, але без параметра archive-url (посилання)
- «Пізня вишня».
- «На віддалі».
- «Щоб щаслива була».

## Відзнаки
- Міжнародна премія «Між словами і нескінченністю». Італія. 2016
- ДИПЛОМ міжнародного конкурсу гумористичного твору "Що робить папірець". 2018
- Відзнака Кабінету міністрів України з призначення премії ім. Олеся Гончара. 2019
- Лавреат міжнародного конкурсу "Коли наблизитися". 2020.
- Диплом "У серці у моїм" Міжнародний конкурс з нагоди 130 років Павла Григоровича Тичини. 2022
- DIPLOMA WORLD WIDE CULTURAL Hontaruk Liubov. 2023.
- ДИПЛОМ  лауреата Літературно-мистецької премії імені Пантелеймона Куліша. 2024.
- Мандат Культурного Дипломата. Mandate of Cultural Diplomat. 2024
- Вірча ГРАМОТА благодійної організації "Культурний дипломат". 2024